# Pareques viola

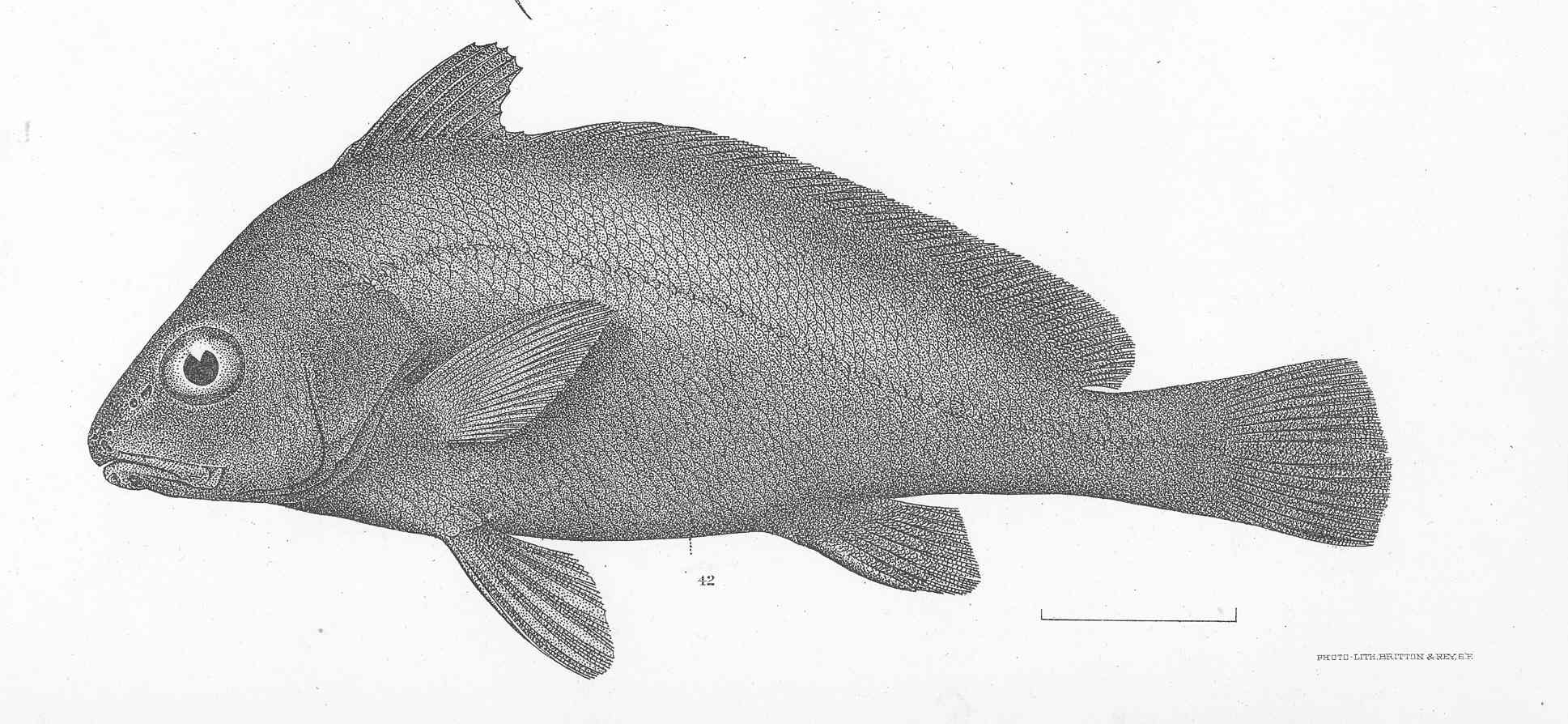
Il·lustració d'un especimen de Pareques viola.

Pareques viola és una espècie de peix de la família dels esciènids i de l'ordre dels perciformes.

## Morfologia
- Els mascles poden assolir 25 cm de longitud total.[4][5]

## Hàbitat
És un peix marí, de clima tropical i associat als esculls de corall.

## Distribució geogràfica
Es troba a l'oceà Pacífic oriental: des del Golf de Califòrnia fins al Perú.

## Observacions
És inofensiu per als humans.